# Taco salad
La taco salad (pronunciación en inglés: /ˈtɑkoʊ ˈsæləd/ «ensalada de/para tacos») es un plato Tex-Mex que combina los ingredientes utilizados en los tacos Tex-Mex. El plato se originó en Texas en los años 60.

## Ingredientes
La taco salad se sirve con una tortilla de trigo frita rellena con lechuga iceberg rallada y cubierta con tomates picados, queso cheddar rallado, crema agria, guacamole y salsa Tex-Mex. La ensalada está cubierta con carne de taco (molida), de pollo o frijoles y/o arroz rojo.